# درام (يريم)

تعديل مصدري - تعديل

درام هي إحدى قرى عزلة بني عمر بمديرية يريم التابعة لمحافظة إب، بلغ تعداد سكانها 140 نسمة حسب تعداد اليمن لعام 2004.